# Granuliterebra
Granuliterebra is een geslacht van weekdieren uit de klasse van de Gastropoda (slakken).

## Soorten
- Granuliterebra bathyrhaphe (E. A. Smith, 1875)
- Granuliterebra constricta (Thiele, 1925)
- Granuliterebra eddunhami Terryn & Holford, 2008
- Granuliterebra oliverai Terryn & Holford, 2008
- Granuliterebra persica (E. A. Smith, 1877)
- Granuliterebra tricincta (E. A. Smith, 1877)